# Cryptantha crinita
Cryptantha crinita är en strävbladig växtart som beskrevs av Edward Lee Greene. Cryptantha crinita ingår i släktet Cryptantha, och familjen strävbladiga växter. Inga underarter finns listade i Catalogue of Life.